# Charles Petty-Fitzmaurice (7. markiz Lansdowne)
Charles Hope Petty-Fitzmaurice (ur. 9 stycznia 1917, zm. 20 sierpnia 1944) – brytyjski arystokrata, drugi syn Henry’ego Petty-Fitzmaurice’a, 6. markiza Lansdowne, i Elizabeth Hope, córki sir Edwarda Hope’a.
Wykształcenie odebrał w Eton College i w Balliol College na Uniwersytecie w Oksfordzie. Uczelnię ukończył w 1938 r. z tytułem bakałarza sztuk. Po śmierci starszego brata, Henry’ego, został w 1933 r. dziedzicem tytułów ojcowskich z tytułem hrabiego Kerry. Po śmierci ojca w 1936 r. odziedziczył tytuł markiza Lansdowne i zasiadł w Izbie Lordów. Po studiach wstąpił do armii, gdzie został kapitanem Royal Wiltshire Yeomanry. Walczył podczas II wojny światowej. Zmarł z ran odniesionych podczas walk na froncie włoskim o przełamanie Linii Gotów.
Nigdy się nie ożenił i nie pozostawił potomstwa. Jego tytuły odziedziczył jego kuzyn, George.